# Saint Maud
Saint Maud es una película británica de terror psicológico de 2019 escrita y dirigida por Rose Glass en su debut como directora. Tuvo su estreno mundial en el Festival Internacional de Cine de Toronto el 8 de septiembre de 2019 y fue estrenada en el Reino Unido el 9 de octubre de 2020 por StudioCanal UK. La película recibió elogios generalizados de los críticos, elogiando su dirección, atmósfera, actuaciones y partitura.

## Sinopsis
Maud es una joven enfermera que, tras un oscuro trauma, se vuelve devota de la fe cristiana. Cuando empieza a trabajar cuidando a Amanda, una bailarina jubilada enferma de cáncer, la fe de Maud le inspira la obsesiva convicción de que debe salvar el alma de su paciente de la condena eterna... sea cual sea el coste.

## Argumento
Una enfermera llamada Katie no logra salvar la vida de un paciente a su cuidado, a pesar de intentar el RCP.
El tiempo pasa, y Katie, ahora refiriéndose a sí misma como Maud, se ha convertido en una devota católica y trabaja como enfermera privada de cuidados paliativos en una ciudad costera inglesa sin nombre. Está asignada para cuidar de Amanda, una bailarina y coreógrafa de los Estados Unidos que tiene una enfermedad terminal con linfoma en etapa cuatro y está confinada a una silla de ruedas. Amanda está amargada por su destino y le confiesa a Maud que teme el olvido de la muerte. Maud llega a creer que Dios le ha encomendado salvar el alma de la atea Amanda. Maud le revela a Amanda que a veces siente la presencia de Dios de manera tangible y parece estar abrumada por el éxtasis mientras oran juntas, algo que Amanda pretende experimentar también.
Maud sospecha de la compañera de Amanda, Carol, que visita la casa con regularidad y a quien Amanda paga por sexo. Una noche, mientras estaba en la ciudad, una ex colega de trabajo llamada Joy reconoce a Maud / Katie y le da su número de teléfono en caso de que necesite compañía. Más tarde, Maud lleva a Carol a un lado y le implora que deje de visitarla porque cree que el alma de Amanda está en peligro. Carol finge estar de acuerdo, pero luego llega a la fiesta de cumpleaños de Amanda. Frente a Maud, Amanda informa a los asistentes a la fiesta que Maud intentó ahuyentar a Carol y se burla de la joven enfermera por tratar de salvar su alma. Maud golpea a Amanda y posteriormente es despedida de su trabajo como cuidadora.
Creyendo que Dios la ha rechazado, Maud visita un pub para buscar compañía, pero la mayoría de las personas que conoce la rechazan. Ella va a casa con un hombre y durante el sexo sufre recuerdos de la muerte de su paciente y sus inútiles intentos de RCP, lo que hace que se detenga. El hombre procede a violarla y luego se burla de ella al revelar que la recuerda una vez que se enganchó con un amigo durante su pasado hedonista.
Mientras camina, se encuentra con la nueva enfermera de Amanda y la interroga para obtener información antes de irse furiosa cuando se da cuenta de que su reemplazo disfruta de una buena relación con Amanda. En su decrépito apartamento, Maud pide una señal a Dios, quien parece conversar con ella y le dice que esté lista para un acto que demostrará su fe. Joy luego visita y se disculpa por reaccionar mal a una llamada telefónica anterior de Maud / Katie. Durante su visita, Maud interpreta la formación de una nube ondulante como una señal de Dios y bendice a Joy, que se va a trabajar.
Esa noche, Maud, vestida con un chal y con un rosario, espera fuera de la casa de Amanda y entra después de que se va la enfermera. Encuentra a Amanda en la cama, extremadamente débil. Amanda pide perdón por burlarse de su fe y Maud le recuerda con alegría el momento en que experimentaron la presencia de Dios. Amanda revela que fingió la experiencia y afirma que Dios no es real. Maud retrocede horrorizada cuando una demoníaca Amanda la lanza a través de la habitación y se burla de ella por tener que demostrar su fe. En un impulso, Maud apuñala a Amanda hasta la muerte.
Por la mañana se la ve brevemente con alas de ángel luminosas. Camina por una playa y se moja con acetona ante los espectadores horrorizados. Ella pronuncia sus últimas palabras "Gloria a Dios" mientras se autoinmola. En sus últimos momentos, imagina a los espectadores arrodillados en reverencia mientras el fuego la consume.

## Reparto
- Morfydd Clark como Maud / Katie.
- Jennifer Ehle como Amanda.
- Lily Knight como Joy.
- Lily Frazer como Carol.
- Turlough Convery como Christian.
- Rosie Sansom como Ester.
- Marcus Hutton como Richard.
- Carl Prekopp como Pat.
- Noa Bodner como Hilary.

## Producción
La película fue desarrollada por Escape Plan Productions con fondos de Film4. En noviembre de 2018, se anunció que Morfydd Clark y Jennifer Ehle se habían unido al elenco de la película, con Rose Glass dirigiendo desde su propio guion. La película fue totalmente financiada por Film4 y el British Film Institute.

## Estreno
La película tuvo su estreno mundial en el Festival Internacional de Cine de Toronto el 8 de septiembre de 2019. Poco después A24 adquirió los derechos de distribución de la película en Estados Unidos y StudioCanal en Reino Unido. También fue proyectada en el Fantastic Fest el 19 de septiembre de 2019, y en el BFI London Film Festival el 5 de octubre de 2019. La película recibió una mención especial en la sección de "Competencia Oficial del Festival de Cine de Londres", con el presidente del jurado, Wash Westmoreland, diciendo: “Este deslumbrante debut como director marca el surgimiento de una nueva y poderosa voz en el cine británico”.
Estaba programada para su lanzamiento en Estados Unidos el 10 de abril de 2020, y en el Reino Unido el 1 de mayo de 2020. Sin embargo, debido a la pandemia de COVID-19, el lanzamiento se pospuso en los Estados Unidos para el 17 de julio de 2020, y luego se eliminó por completo del calendario. Se estrenó en cines en el Reino Unido el 9 de octubre de 2020 con críticas positivas, y se lanzó en DVD y Blu-ray en el Reino Unido el 1 de febrero de 2021. Está programado para un lanzamiento limitado en los Estados Unidos el 29 de enero de 2021, seguido de video on demand y Epix el 12 de febrero de 2021.

## Recepción crítica
En Rotten Tomatoes, la película tiene una calificación de aprobación del 92% según 84 reseñas, con una calificación promedio de 8.4/10. El consenso de los críticos del sitio dice: "Una combinación brillantemente inquietante de horror corporal y thriller psicológico, Saint Maud marca un debut impresionante para la guionista y directora Rose Glass". En Metacritic, la película tiene un puntaje promedio ponderado de 85 sobre 100 basado en 21 críticos, lo que indica "aclamación universal". 
El director Danny Boyle describió a Saint Maud como "una película genuinamente inquietante e intrigante. Sorprendente, conmovedora y mordazmente divertida a veces, su confianza evoca el éxtasis de películas como Carrie, El exorcista y Bajo la piel de Jonathan Glazer". Katie Rife de The AV Club le dio a la película una calificación de "B+", diciendo que el final fue impactante. 
Mark Kermode la catalogó como su película favorita de 2020, calificándola de "debut electrizante". 
Saint Maud encabezó la 41a edición anual de los Premios de Cine del Círculo de Críticos de Londres, con ocho nominaciones, incluidas las categorías de Película, Director, Guionista, Actriz (Morfydd Clark) y Actriz de reparto (Jennifer Ehle). Además, la película ha sido nominada a Película Británica/Irlandesa del Año, con Clark nominada a Actriz Británica/Irlandesa, un premio al cuerpo de trabajo que incluye su aparición en Belleza Eterna.